# Xã Black River, Quận Wayne, Missouri
Xã Black River (tiếng Anh: Black River Township) là một xã thuộc quận Wayne, tiểu bang Missouri, Hoa Kỳ. Năm 2010, dân số của xã này là 711 người.